# Districte Federal del Volga
El Districte Federal del Volga (en rus Приволжский федеральный округ, Privoljski federalni ókrug) és un dels nou districtes federals de Rússia.
S'estén per la baixa vall del Volga, al sud-est de la Rússia europea. Ocupa una superfície d'1.038.000 km²; amb 31.154.744 habitants segons el cens del 2002, és el segon districte federal rus més poblat. La seu administrativa és a la ciutat de Nijni Nóvgorod.
Es va establir el 18 de maig del 2000. El Delegat Presidencial del districte federal és Mikhaïl Bàbitx.

## Subjectes federals
El Districte Federal del Volga comprèn 14 subjectes federals:

Subjectes federals del Districte Federal del Volga

1. República de Baixkíria
2. Óblast de Kírov
3. República de Marí El
4. República de Mordòvia
5. Óblast de Nijni Nóvgorod
6. Óblast d'Orenburg
7. Óblast de Penza
8. Krai de Perm
9. Óblast de Samara
10. Óblast de Saràtov
11. República del Tatarstan
12. República d'Udmúrtia
13. Óblast d'Uliànovsk
14. República de Txuvàixia